# Dezor
Dezor ist ein proprietärer Webbrowser, der 2022 von dem Schweizer Unternehmen Dezor SA veröffentlicht wurde.

## Entwickler
Der Entwickler und Herausgeber Dezor SA sitzt in Luzern in der Schweiz. Weder das Unternehmen noch der Präsident des Verwaltungsrates traten vor Veröffentlichung des Browsers öffentlich in Erscheinung. Die Domain der Website dezor.net wurde auf eine Adresse in Reykjavík registriert. Computer Bild merkt an, dass Dezor SA sich einen Mailserver mit den Diensten Rokkr, Watched und Vavoo teilt und der Firmensitz nicht weit von dem der Rokkr AG entfernt ist und dass die Firmen miteinander in Verbindung stehen könnten.

## Geschichte
Im Oktober 2022 erschien die erste finale Version des Browsers für Android, iOS, Linux, macOS, Windows und den Fire TV Stick. Im Januar des folgenden Jahres ging die Betreibergesellschaft nach eigenen Angaben rechtlich gegen Angebote vor, die für eine rechtswidrige Nutzung des Browsers geworben hatten. Ein Hinweis auf den Browser war etwa bei Burning Series zu finden. Seit März 2023 ist Dezor nicht mehr im App Store für iOS und dem Play Store verfügbar.

## Funktionsweise
Zum Funktionsumfang des Browsers gehören integrierte Werbeblocker- und VPN-Funktionalität. Letztere fehlte in der iOS-Version. In einem Test von Heise online erfolgte die Internetverbindung per VPN stets über europäische Server von Hetzner Online und bot somit keinen etwaigen Schutz vor Strafverfolgung. Gleichzeitig wurde festgestellt, dass der Browser unbekannte Daten verschlüsselt an dezor.net in den Niederlanden und Server der Google Cloud Platform sendete. Laut Angaben im App Store für iOS werden Kontaktinformationen, Suchverlauf, Browser-Verlauf, eine Kennung und Diagnosedaten gesammelt, aber nicht mit einer Identität verknüpft.
Darüber hinaus ist Dezor der einzige Browser, mit dem eine Website aufgerufen werden kann, auf der Filme, Serien und Sportübertragungen zum kostenlosen Abruf zu finden sind. Die Seite wird von GIGA als illegal eingeordnet. Auch Chip warnt vor einer derartigen Nutzung und ordnet die Software eher als Mediaplayer und weniger als Browser ein.

## Verbreitung
Dezor wurde vor allen Dingen über TikTok populär und befand sich mehrere Wochen an der Spitze der Charts des App Stores für iOS.

## Rezeption
Heise online kritisiert, dass sich die angegebenen Datenschutzbestimmungen ausdrücklich nur auf die Website des Betreibers beziehen. Außerdem sei unklar, wie sich der VPN-Dienst finanziert. Es werden weiterhin eine schlechte Bedienbarkeit und Bugs bemängelt.

## Kosten
Die Nutzung des Browsers scheint bis dato dauerhaft kostenfrei möglich zu sein.
Die Nutzung des integrierten VPNs und Mediaplayers in Verbindung mit der Nutzung potentiell illegaler, spezieller Streamingseiten, die das Mediahub-Protokoll verwenden, ist nur innerhalb eines nicht näher spezifizierten Testzeitraums kostenlos möglich. Nach Ablauf des Testzeitraums wird der Abschluss eines kostenpflichtigen Monatsabos angeboten, ohne dessen Abschluss der Mediaplayer in Verbindung mit speziellen Streamingseiten nicht mehr funktioniert.